# Лощинина, Нина Николаевна
Ни́на Никола́евна Лощи́нина (урожд. Филимо́шкина; род. 15 ноября 1984 года в пос. Красково, Московская область, РСФСР) — российская актриса.

## Биография
Родилась 15 ноября 1984 года в Подмосковье, РСФСР.
В 2006-м году окончила РАТИ. В большом кино дебютировала ещё в 2000 году под фамилией Филимошкина в телесериале «Простые истины» в роли Ксении Лисицыной. Под новой фамилией впервые снялась в телесериале «Возьми меня с собой» в роли Маши. В 2009 году снялась в главной роли в фильме «Обречённые на войну». Участвовала в телевизионных передачах.

## Признание и награды
- 2005 год. Лучшая женская роль на студенческом фестивале самостоятельных режиссёрских работ в Щукинском училище за отрывок из «Дяди Вани» Чехов, реж. П. Стружкова, роль Соня.
- 2009 год. Лучшая женская роль на фестивале «Литература и кино» в Гатчине, за фильм «Обречённые на войну».
- 2009 год. Лучшая женская роль на VII Международном фестивале военного кино им. Озерова за фильм «Обречённые на войну».
- 2009 год. Лучшая женская роль на Международном фестивале военно-патриотического фильма им. С. Ф. Бондарчука «Волоколамский рубеж», за фильм «Обречённые на войну».
- 2010 год. Лучший женский дебют на Международном фестивале актёров кино «Созвездие», за фильм «Обречённые на войну».

## Критика
Кинокритик Андрей Расинский высоко отозался об игре Нины Лощиной в фильме «Обречённые на войну», охарактеризовав киноленту в целом как её соло. По его мнению, актриса в полной мере выразила персонажа В. В. Быкова — визуально слабую девушку, близкую к детскому возрасту, которая при этом выходит из тягот и ситуации с изменой моральным победителем.

## Фильмография
- 2000 — 2003 — Простые истины — Ксения Лисицына
- 2006 — Клуб (телесериал) — Света
- 2008 — Возьми меня с собой — Маша
- 2008 — Обречённые на войну — Зося
- 2009 — Приказано уничтожить! Операция: «Китайская шкатулка» — Даша (деревенская девушка, у которой остановились контрразведчики)
- 2011 — Мишень — Тая
- 2011 — Товарищ Сталин — Нина Козлова
- 2014 — Дневник Луизы Ложкиной — Катя
- 2014 — Бесы — Эркель
- 2014 — Конец эпохи — Любка
- 2014 — Призрак в Кривом зеркале — Лариса
- 2014 — Мама дорогая! — Женя
- 2014—2015 — Молодёжка — Людмила, жена Анатолия Леонидовича Жилина
- 2015 — Beck — Dusanka
- 2015 — Спутники — Ия Смирнова, медсестра